# 디터 볼렌
디터 볼렌(Dieter Bohlen, 1954년 2월 7일 ~ )은 독일의 작곡가, 프로듀서, 가수로, 모던 토킹의 핵심 일원이자 블루 시스템의 리더였다. 작곡가로서 수많은 독일 가수들의 앨범을 제작하여 성공하였고, 가장 성공한 가수로는 씨씨 캐치가 있다.
그는 자신의 음악그룹도 만들었는데 대성공을 거둔 모던 토킹은 12장의 앨범을 발매했고, 디터 볼렌 매니아 층이 좋아하는 솔로 프로젝트 그룹 블루시스템은 13장의 앨범을 발매하여 큰 성공을 거두었다. 모던 토킹 12장의 앨범중 1곡을 빼고 모두 작사 및 작곡하였으며, 블루 시스템의 모든 곡을 만들었다. 2002년부터 14시즌간 진행중인 독일의 민영방송국 RTL 텔레비전이 주관한 Deutschland Sucht Den Superstar(DSDS 독일은 수퍼스타를 찾습니다)라는 오디션 프로그램의 메인 심사위원으로 활동하고 있다. 2003년 ZDF 설문조사에서 역사적으로 가장 위대한 독일인 100인에 디터 볼렌이 30위를 차지하였다. 
2005년에 솔로앨범 Dieter Bohlen - Der Film 을 마지막으로 자신의 독자앨범 출시는 중단되었다. 2017년 현재 그의 총 자산은 1억 3천만 달러(한화 약 1300억원)로 추정된다. 그 해에 Dieter Bohlen - Die Mega Hits를 발매하였고, 2019년에 Dieter Bohlen - Das Mega Album을 발매하였다.